# Bobby Trivigno
Bobby Trivigno, född 19 januari 1999 i New York, USA, är en amerikansk ishockeyspelare som spelar för Brynäs IF i SHL.

## Klubbar
- Hartford Wolf Pack 2022–2024
- Brynäs IF 2024–